# Marcopolo Paradiso
El Marcopolo Paradiso es una carrocería de autobúses rodoviarios producido por el fabricante brasileño de buses Marcopolo desde el año 1983. Se puso en marcha en 1984 y continúa en la producción hasta la actualidad.
Se produce en el chasis de motor trasero o central: Mercedes-Benz, Volvo, Scania, Volkswagen, Isuzu y la versión más reciente es sobre chasis Man.

## Cuarta Generación (G IV) (1984-1992)
La primera generación del Marcopolo Paradiso nació en un cambio de serie de Marcopolo pasando de la Serie III a la Generación IV (G IV) caracterizado por su parecido a los Autobuses norteamericanos por sus líneas rectas y esquinas poco curvas, en un inicio solo estuvo disponible en versión 1400, hasta 1991 estaría disponible la 1150.

### Carrocerías G IV
- Paradiso 1150
- Paradiso 1400

## Quinta Generación (G V) (1992-2000)
La segunda generación trajo algunos cambios estéticos como la reubicación de las unidades frontales y la estilización de los laterales haciendo parecer un diseño más moderno y con un estilo propio. Además de la aparición por primera vez el modelo Paradiso 1800 DD en 1995.

### Carrocerías G V
- Paradiso 1150 HD
- Paradiso 1450
- Paradiso 1450 LD
- Paradiso 1800 DD

## Sexta Generación (G6) (2000-2011)
En esta generación fue el cambio más abrupto, Se redondearon los bordes se rediseñó el lateral y se cambió el tipo de ventanas. También en esta generación se inició la producción en Colombia por Superpolo.

### Carrocerías G6
- Paradiso 1200
- Paradiso 1200 HD
- Paradiso 1350
- Paradiso 1550 LD
- Paradiso 1800 DD

## Séptima Generación (G7) (2011-2021)

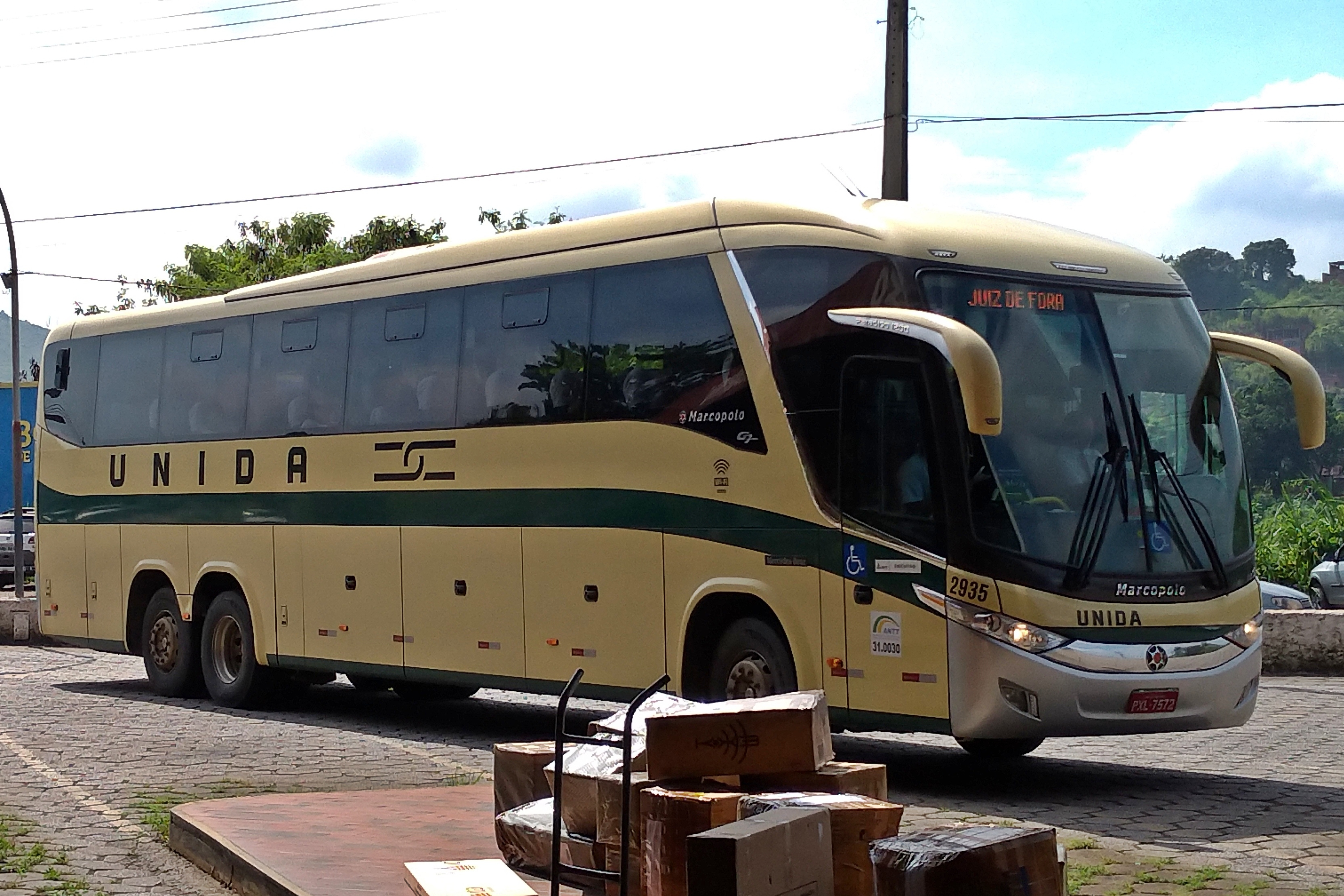
Paradiso 1200 G7.

Esta generación de este modelo de autobús, caracterizada por su nuevo diseño aerodinámico, la joroba que oculta el aire acondicionado, las nuevas unidades delanteras y traseras, así mismo cuenta con un nuevo tablero para el conductor envolvente. A partir de 2018 Marcopolo relanza la generación G7, con cambios estéticos en exteriores e interiores del autocar, a los cuales se les denomina New G7. Derivado de un acuerdo comercial entre Mercedes-Benz y marcopolo en México por el cual las carrocerías Paradiso solo podían ser ofrecidas a los clientes con chasis de la marca Mercedes Benz y en búsqueda de ofrecer más opciones de chasis a los clientes en México Marcopolo lanzó en 2016 la gama MP-MX, estas nuevas carrocerías presentaban cambios estéticos como faros procedentes del Marcopolo Audace del mercado chino un frente rediseñado así como ligeros cambios de diseño de la parte trasera de la carrocería y luces completamente Led provenientes también del Marcopolo Audace, en 2019 con los cambios estéticos que se dan a la gama G7, en México se denomina como MP-MX-G7 plus a esta versión de la gama G7, a partir de 2020 y en búsqueda de unificar la imagen de Marcopolo en México con la imagen global de la marca se cambia el nombre a Paradiso dejando atrás la nomenclatura MP-MX del modelo, la gama MP-MX fue exclusiva para el mercado mexicano.

### Carrocerías G7
- Paradiso 1050 / Paradiso New G7 1050
- Paradiso 1200 / Paradiso New G7 1200
- Paradiso 1350 / Paradiso New G7 1350
- Paradiso 1600 LD / Paradiso New G7 1600 LD
- Paradiso 1800 DD / Paradiso New G7 1800 DD

### Gama MP G7
- MP 120 MX / MP 120 G7 Plus
- MP 135 MX / MP 135 G7 Plus
- MP 180 MX / MP 180 G7 Plus

## Octava Generación (G8) (2021-presente)

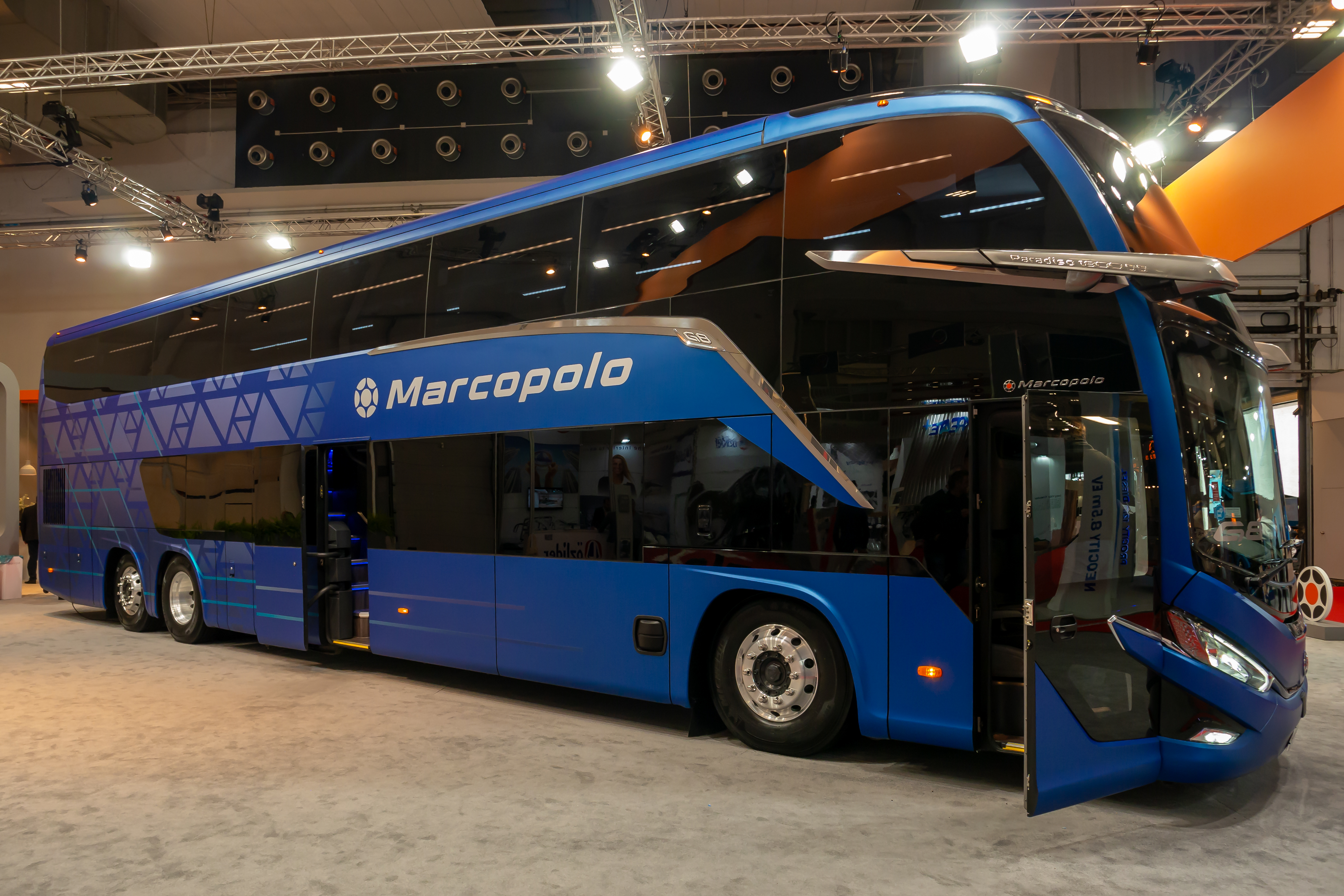
Marcopolo Paradiso G8 1800 DD

La línea Premium Marcopolo G8 de larga distancia debutó en Brasil y en México se realizará su primer road show virtual a fines de julio para luego dar paso a presentaciones presenciales con los principales clientes de la armadora en el país.
James Bellini, CEO de Marcopolo, destacó que la evolución de la empresa brasileña responde a las necesidades del mercado tal como ha sido a lo largo de sus 72 años de experiencia y cerca de 400 mil unidades producidas. Sus propuestas han sido oportunas como ha sido con la presentación de las soluciones BioSafe y Next, celebradas durante la pandemia.
Luciano Ressner, director de operaciones, explicó que la Línea Marcopolo G8 cuenta con cerca de 140 atributos mejorados, componentes con más de 60 nuevas patentes, millones de kilómetros recorridos en las pruebas de pista, carretera y de seguridad para garantizar que las carrocerías, disponible con múltiples chasis, son seguras, confiables y que con la tecnología de vanguardia ofrecen a los clientes excelencia operacional y rentabilidad.
La empresa Águia Branca se convirtió en el “cliente lanzadera” al ser el primero en incorporar a su flota vehículos de la línea Marcopolo G8.
Esta empresa y otras más de diferentes países, así como sus conductores y técnicos de mantenimiento participaron en las entrevistas que realizó el equipo de ingeniería de Marcopolo para diseñar su nueva línea de autobuses Premium.

### Marcopolo G8, tecnología, seguridad y bajos costos operativos
Entre las características de la carrocería G8 destaca el reforzamiento de las columnas laterales de la estructura y protección pasiva para el conductor que aumentan un 25% la seguridad. Este diseño favorece las labores de rescate de los Bomberos en eventuales accidentes.
También cuenta con vidrios laterales curvados, un sistema de cámaras sustituye los espejos retrovisores, el tablero soft touch es más bajo y se habilitó un área de visibilidad lateral para el conductor, quien además tiene un grado de visión más amplio en el parabrisas.
Para los pasajeros se diseñaron elegantes asientos ergonómicos reservando mayor espacio entre ellos; WC, portapaquetes, pantallas HD, conexiones USB, componentes BioSafe, iluminación en escalones de acceso y pasillo.
Los modelos Paradiso 1200 y Paradiso 1800 Double Decker de la línea Marcopolo G8 innovan también con sus luces led, portaequipaje, parachoques, rejilla frontal y red eléctrica porque en todos los casos son accesibles para mantenimientos y reparaciones, lo cual contribuye en bajo costo operacional.
André Armaganijan, director de operaciones internacionales y comerciales, aclaró que la G8 sale al mercado para convivir con la línea G7 que seguirá teniendo actualizaciones e innovaciones.

### Carrocerías G8

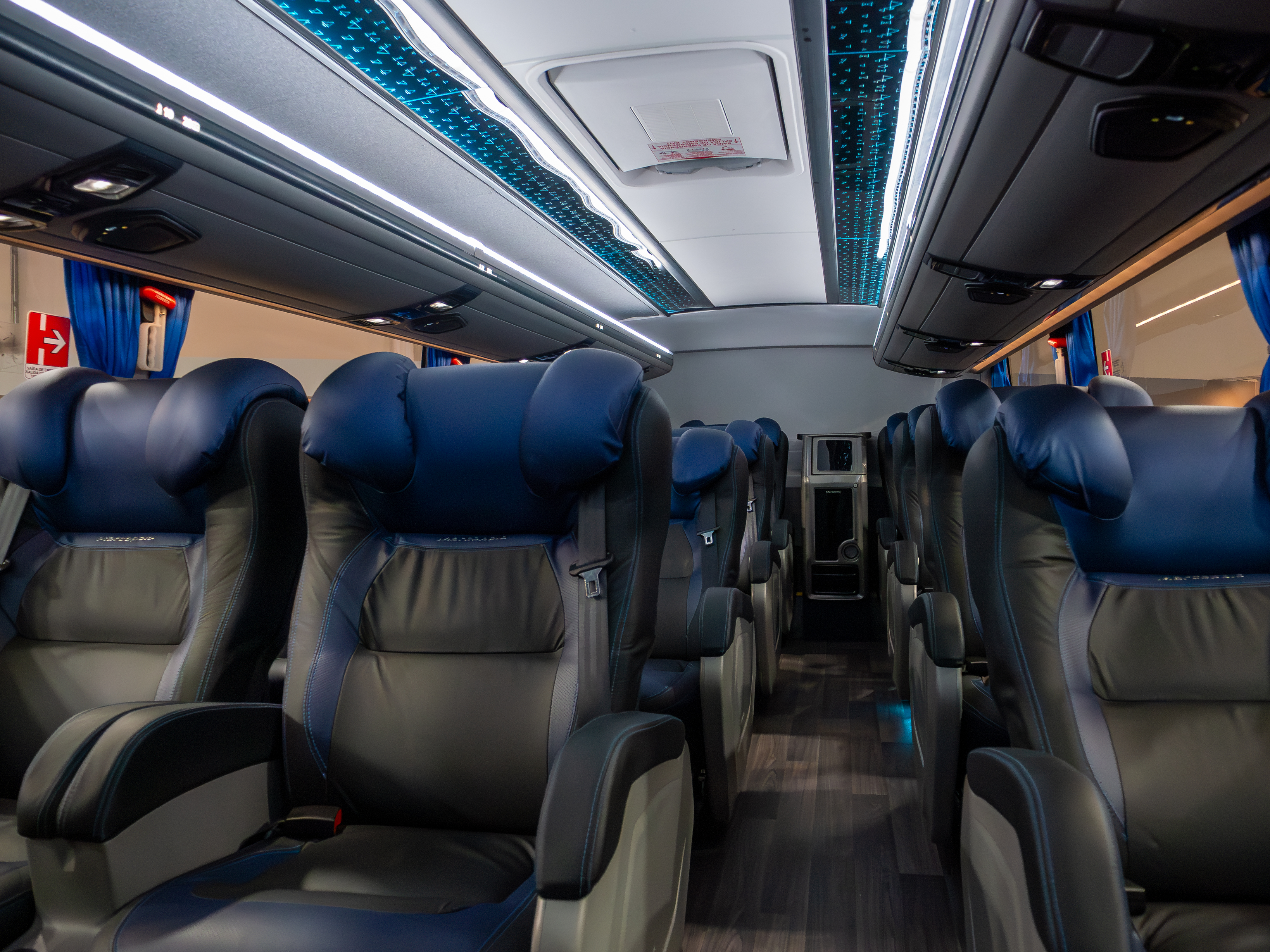

- Paradiso 1050
- Paradiso 1200
- Paradiso 1350
- Paradiso 1600 LD
- Paradiso 1800 DD